# Adolf Erik Nordenskiöld
Adolf Erik Nordenskiöld, gyakran röviden A. E. Nordenskiöld (nevének írásváltozata Nordenskjöld; Helsingfors [ma Helsinki], Finn Nagyhercegség, 1832. november 18. – Dalby, 1901. augusztus 12.) finnországi svéd sarkkutató, geológus, mineralógus. Több kutatóutat vezetett a Spitzbergákra, s 1878–1880-as expedíciója során ő hajózta végig elsőként az északkeleti átjárót, északról megkerülve az eurázsiai kontinenst.
Ő volt Gustaf Nordenskiöld (1868–1895) régész apja, Otto Nordenskiöld (1869–1928) sarkkutató, földrajztudós nagybátyja.

## Élete

### Gyermek- és ifjúkora
Nordenskiöld a cári Oroszországhoz tartozó Finn Nagyhercegségben, svéd polgári család sarjaként született. Apja Nils Gustaf Nordenskiöld (1792–1866) elismert mineralógus, a finn tartományok bányafelügyelője, anyja Sofia Margareta von Haartman volt. A kis Adolf Erik gyermekkorát a családi birtokon, a finn fővároshoz közeli Mäntsälä településen töltötte. Alapiskoláit magántanulóként végezte, eközben szenvedélyesen bővítette ásvány- és rovargyűjteményét és több ízben apját is elkísérte ásványgyűjtő útjaira. Tizenhárom éves korában szülei beíratták Borgå (ma Porvoo) gimnáziumába, ahol tanárai között volt a nagy finn költő, Johan Ludvig Runeberg is.
1849-ben beiratkozott a helsingforsi (ma Helsinki) Finnországi Sándor Cár Egyetemre (Kejserliga Alexanders Universitetet i Finland), ahol geológiát, ásványtant, vegyészetet, matematikát és fizikát tanult. 1853-ban letette utolsó vizsgáit, majd rögtön ezután elkísérte apját ásványgyűjtő körútján, amelyet az Urál hegység vas- és rézbányáiba tett. Mineralógiai doktori disszertációját 1855-ben adta be A grafit és a kondrodit kristályformái (Om grafitens och chondroditens kristallformer) címen, majd a Berlini Egyetemen folytatta tanulmányait. A következő évben, 1856-ban a helsingforsi Sándor Cár Egyetem Ásványtani Tanszékének docensévé nevezték ki, s Szibériában, valamint Kamcsatkán végzett geológiai kutatásokat. Liberális, cárizmusellenes politikai nézetei, svéd irredentizmusa miatt 1857-ben megfosztották állásától és el kellett hagynia a Finn Nagyhercegség területét. Nordenskiöld Svédországtól kért menedékjogot, és Stockholm mellett telepedett le.

### Első expedíciói
Alighogy letelepedett Svédországban, már 1858-ban alkalma nyílott részt venni egy északi-sarkvidéki expedícióban, amelyet a fiatal geológus, Otto Martin Torell vezetett. Három évvel később, 1861-ben Torell újabb felfedezőutat szervezett a Spitzbergákra, amelynek során a szigetcsoport legészakibb tagján, a Nordaustlandeten Nordenskiöld vezetésével végeztek földmágnességi és fokméréseket, s harmadidőszaki ősnövénymaradványokat is találtak.
Hazatértét követően Nordenskiöldöt kinevezték a Svéd Királyi Természettudományi Múzeum (Naturhistoriska Riksmuseet) Ásványtani Szakosztályának vezetőjévé, s ezt a posztját haláláig megtarthatta. 1863-ban feleségül vette Anna Maria Mannerheimet. Házasságukból később négy gyermek született.

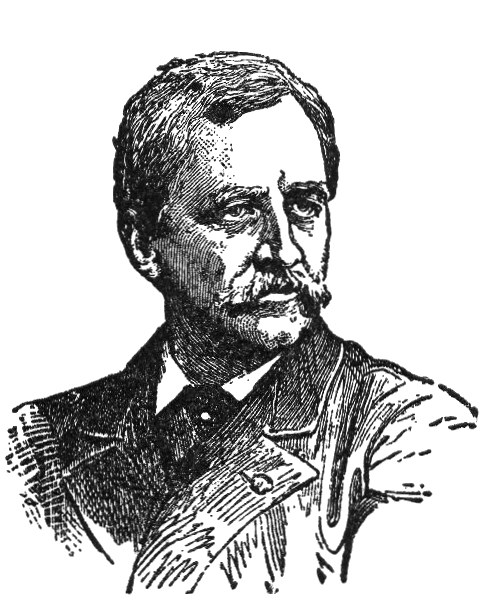
Grafika Nordenskiöldről

Nordenskiöld 1864-ben felkérést kapott egy északi-sarkvidéki expedíció vezetésére. A csillagász Nils Kristofer Dunér és a zoológus-botanikus Anders Malmgren társaságában 1864. június 7-én hajóztak ki a norvégiai Tromsø városából az Axel Thordsen nevű hajón. Június 25-én érték el a Spitzbergák délnyugati részén található Is-fjordot (’Jég-fjord’), ahol július 16-áig geológiai vizsgálatokat és térképezési munkálatokat végeztek. Ezt követően több ízben megkísérelték a bejutást a sziget déli részén található, befagyott Stor-fjordba, s próbálkozásaikat végül augusztus 6-án koronázta siker. A következő két hétben elérték az Edgeøya és Barentsøya szigetek partvidékét, s végül szeptember 13-án tértek vissza Tromsø kikötőjébe.
Következő, 1868-as expedícióján Nordenskiöld fő célkitűzése a Spitzbergák és az attól délre található Bjørnøya sziget további kutatása volt. Emellett úgy tervezte, hogy októberben – amikor a vízen úszó jégréteg a legkevésbé összefüggő, töredezett – északnak veszi az irányt, és igyekszik a lehető legészakabbra eljutni. Sofia nevű gőzhajóján – amelynek kapitánya a későbbi miniszterelnök, Fredrik Wilhelm von Otter volt – 1868. július 7-én futott ki Göteborg kikötőjéből. Fedélzetén olyan tudósok voltak, mint az 1864-es expedícióban már részt vett Anders Malmgren zoológus-botanikus, August Emil Holmgren entomológus, Fredrik Smitt zoológus, Sven Berggren és Teodor Fries botanikusok, Karl Lemström fizikus és Gustaf Nauckhoff geológus-mineralógus. Az expedíció július 22–27. között Bjørnøya szigetén tartózkodott. Augusztus során a Spitzbergák partjainál hajóztak végig, előbb az Is-fjordot, majd a Prins Karls Forland szigetet is elhagyták. Ekkor északnak fordultak, de mindenütt áthatolhatatlan jégárba ütköztek. Végül keserves munkával, szénkészleteiket felélve, William Scoresby 1806-os rekordját éppen csak felülmúlva szeptember 19-én elérték az északi szélesség 81° 42’-ét. További sikertelen próbálkozásokat követően november 15-én tértek vissza Göteborgba.
Nordenskiöld soron következő célja a Spitzbergák északkeleti tagjának, a Nordaustlandetnek kutyaszánnal való átszelése volt. Hogy a kutyaszánhajtás fortélyait megtanulja, Sven Berggren botanikus, Per Oberg és Theodor Nordström geológusok kíséretében 1870-ben Grönland nyugati részére utazott. Mintegy 35 kilométernyire be is hatoltak a sziget belsejébe, ami a korban kivételes teljesítménynek számított. Ekkor azonban élelemtartalékuk elfogyott és a kutyák között járvány ütötte fel a fejét, ezért visszafordultak. A járvány miatt grönlandi szánhúzó kutyákat sem tudtak hazavinni, s Nordenskiöld végül úgy döntött, rénszarvasfogattal szeli át a Nordauslandetet. Állandó szponzora, Oskar Dickson és a svéd állam támogatásával végül 1872 telére állhatott fel az expedíció, s Nordenskiöld három hajóval (Polhem, Gladan, Onkel Adam) indult el a Spitzbergák felé. Ez utóbbi negyven rénszarvast, a szükséges mennyiségű takarmányt és lapp rénszarvashajtókat szállított. Mivel az út elsődleges célja nem a tudományos kutatás volt, Nordenskiöld csupán Frans Reinhold Kjelmann botanikust vitte magával. Útjuk csúfos kudarccal végződött, a téli sarki időjárás lehetetlenné tett bármiféle utazást, s a hóviharban az expedíció néhány tagja életét is vesztette.
1875–1876-ban Nordenskiöld a Kara-tengerre vezetett expedíciót, és felhajózott a Jenyiszej torkolatán is, ami egyúttal azt jelentette, hogy felfedezte a norvég partok és a Jenyiszej közötti átjárót.

### Az északkeleti átjáró felfedezése

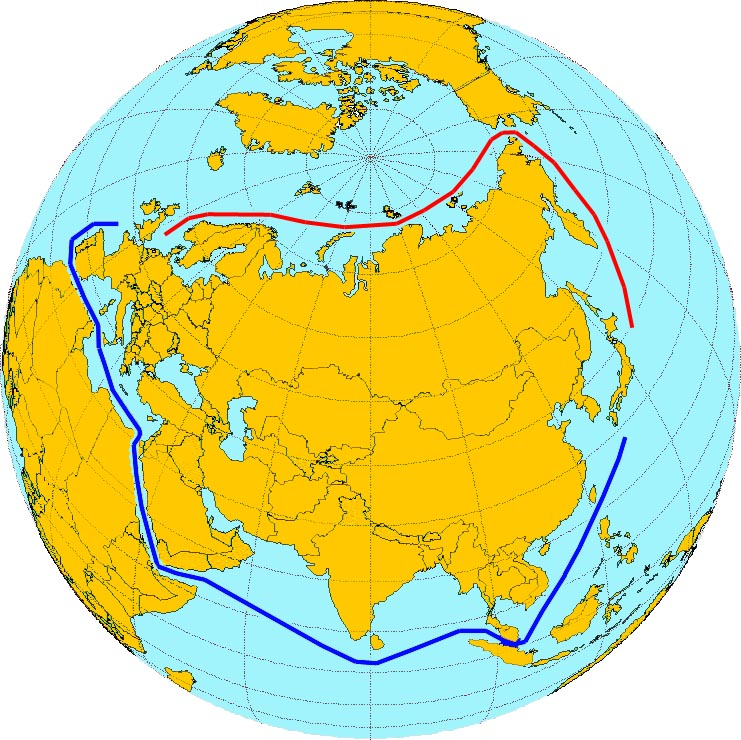
Az északkeleti átjáró Nordenskiöld által felfedezett útvonala (pirossal jelölve), szemben az Atlanti-óceánt a Csendes-óceánnal összekötő hagyományos vízi úttal (kék)

A sikeren felbuzdulva Nordenskiöld úgy vélte, elérkezett az idő nagy álma megvalósításához, az északkeleti átjáró felfedezéséhez. 1878. június 22-én Karlskrona városából indult az expedíció, huszonegy emberrel a 60 lóerős motorral meghajtott, 43 méter hosszú, Vega nevű gőzhajó fedélzetén. A hajó kapitánya az az Adolf Arnold Louis Palander volt, aki később a svéd admiralitás vezetőjeként fejezte be pályafutását. Július 4-én még kikötöttek Göteborgban, s augusztus 19-én elérték a Cseljuszkin-fokot a Tajmir-félszigeten. A következő hetekben tovább hajóztak kelet felé a Laptyev- és a Kelet-szibériai-tengeren. A Bering-szorostól 200 kilométerre, még a Csukcs-tengeren szeptember 28-án hajójuk a jég fogságába esett. Tíz hónapot töltöttek jégbe fagyva, s a csukcsok segítették őket élelemmel. Mindeközben Nordenskiöld és társai meteorológiai, földmágnességi megfigyeléseket végeztek.
1879 júliusában hajózhattak tovább a Bering-szoroson, ezzel felfedezték az északkeleti átjárót. Szeptember 2-án Jokohamába érkeztek, majd dél felől megkerülték Ázsiát, és a Szuezi-csatornán, a Földközi-tengeren, majd az Atlanti-óceánon keresztül 1880 márciusában értek vissza Stockholmba.

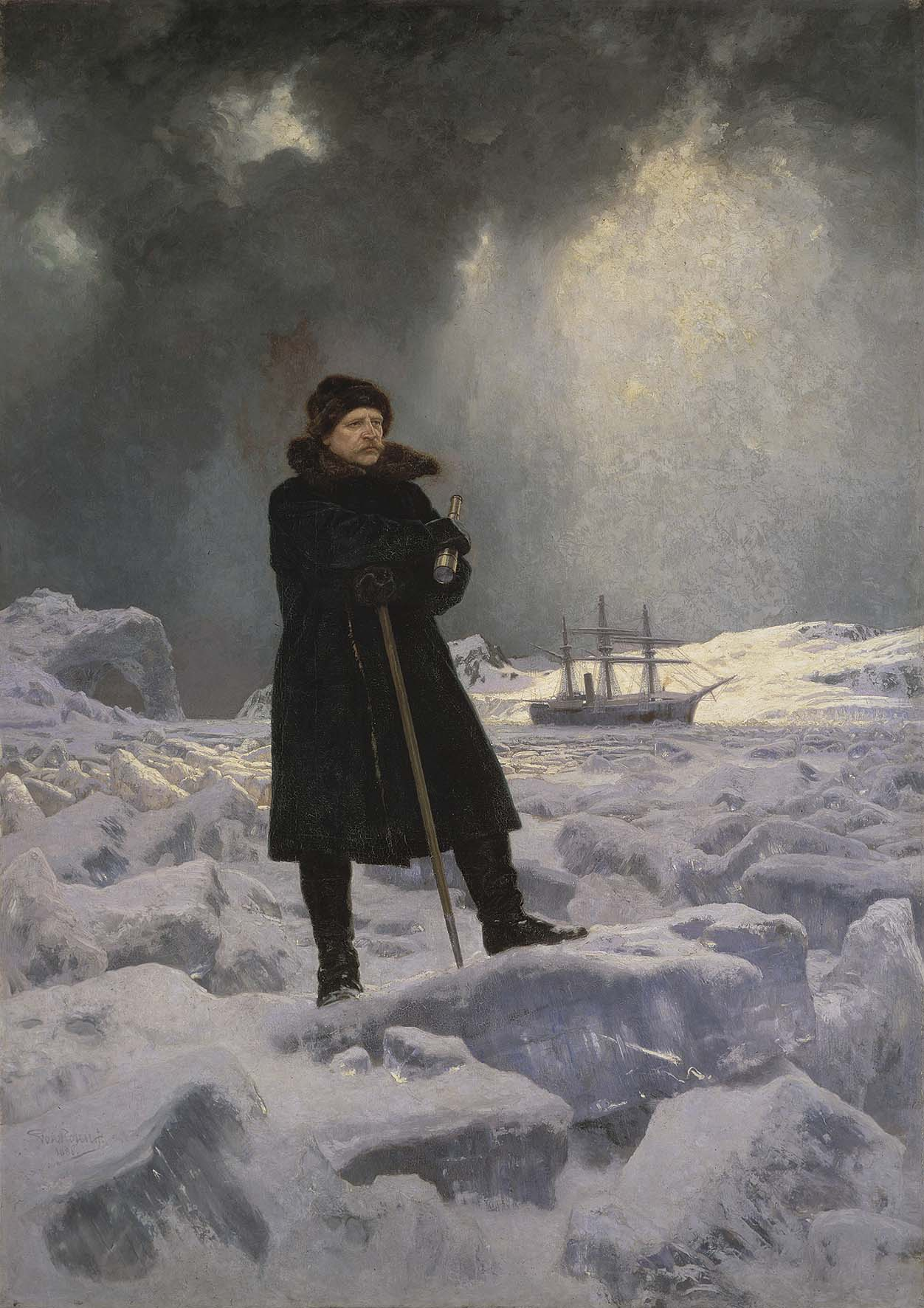
Nordenskiöld, háttérben a Vega hajóval
Georg von Rosen festménye, 1886

Nordenskiöld expedíciójának jelentősége rendkívül nagy volt. Egyrészt azért, mert felfedezők és hajósok több mint három évszázada, Hugh Willoughby és Richard Chancellor első, 1553–1554. évi kísérlete óta keresték az északkeleti átjárót, amelynek léte most bebizonyosodott. Másrészt pedig azért, mert ez az út nagymértékben lerövidíthette az Európa és a Távol-Kelet közötti tengeri kereskedelmi utakat. A történelem ez utóbbi reménységre rácáfolt: a Bering-szoroson ma sem vezetnek át jelentős kereskedelmi hajóutak. 1880-ban mindenesetre nagy lelkesedéssel fogadták hazájában a nemzeti hőst, s áprilisban bárói címet kapott, valamint a Sarkcsillag-rend (Nordstjärneorden) kitüntetésben részesült. Később úti élményeiről könyvet is írt, amelyet csakhamar tizenegy nyelvre lefordítottak (magyarul 1883-ban jelent meg Varga Ottó fordításában, Ázsia és Európa körülhajózása a Végán címmel).
Nordenskiöldöt 1893-ban a Svéd Akadémia rendes tagjává választották. A norvég sarkkutató, Fridtjof Nansen még ebben az évben Nordenskiöldről nevezte el a Kara-tengerben a szibériai partoknál található szigeteket.

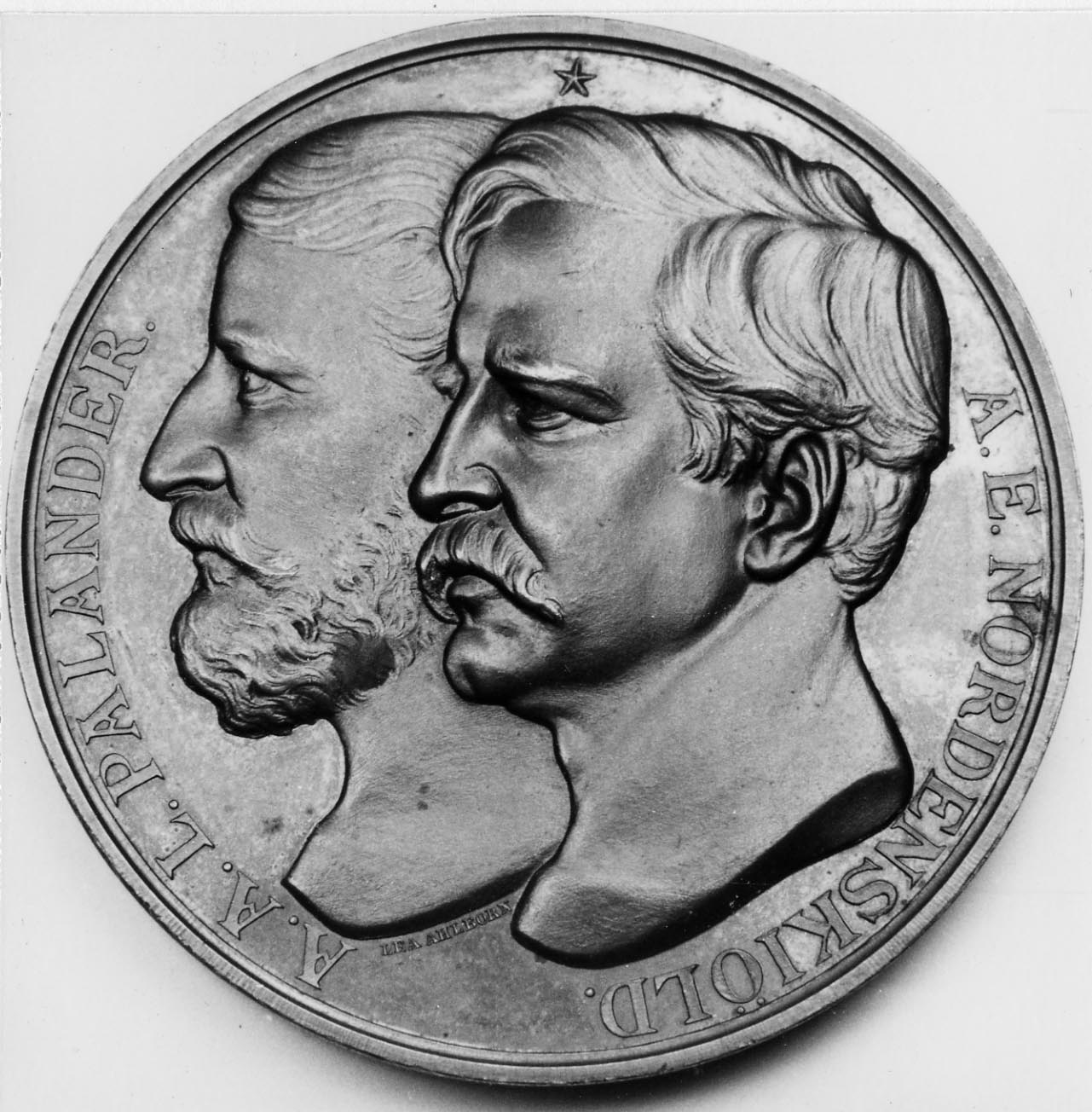
Az Északkeleti átjáró felfedezésének emlékérméje (Lea Ahlborn éremművész munkája)

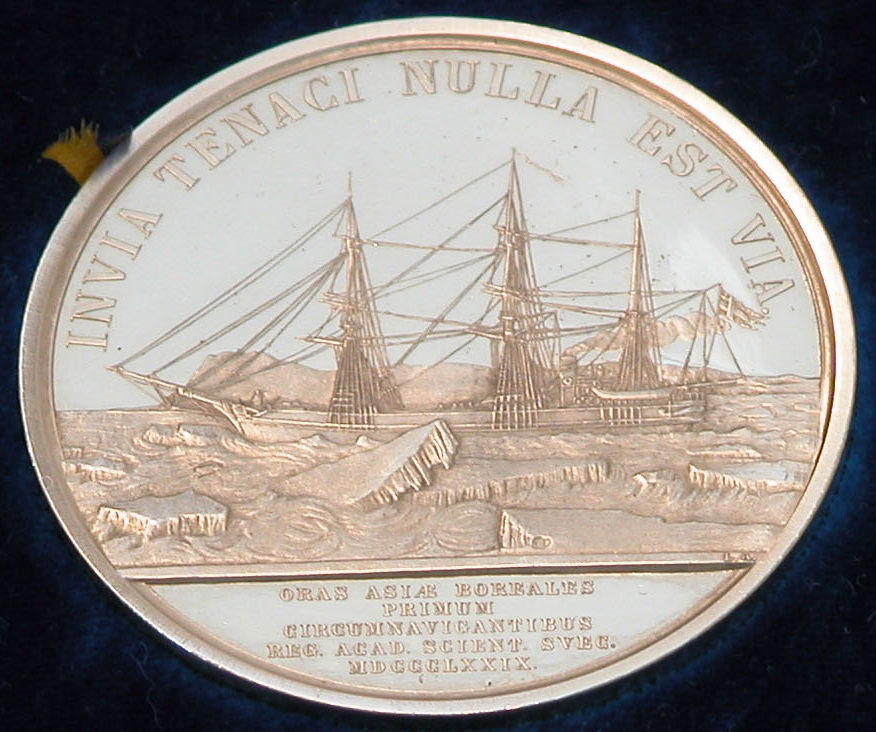
Vega (Lea Ahlborn éremművész munkája)

Nordenskiöld élete során több száz térképből és földrajzi kiadványból álló gyűjteményt állított össze, amelyet ma a Helsinki Egyetem Könyvtára őriz, és az UNESCO védelmét élvezi mint a világ emlékezetének része.

## Főbb írásai
- Beskrifning öfver de i Finland funna mineraler / A Finnországból ismert ásványok leírása, I–II. köt., Helsingford, 1855–1863
- Finlands mollusker beskrifne / Finnország ásatag puhatestűinek leírása, Helsingfors, 1856
- Utkast till Spetsbergens geologi / A Spitzbergák vázlatos geológiája, I–II. köt., Stockholm, 1865–1867
- Redogörelse för en expedition till Grönland 1870 / Beszámoló az 1870. évi grönlandi expedícióról, Stockholm, Norstedt, 1871
- Svenska färden till Novaja Semlja och mynningen af Jenisej, sommaren 1875 / Svéd expedíció a Novaja Zemljáig és a Jenyiszej torkolatáig, Göteborg, 1975
- Vegas färd kring Asien och Europa jemte en historisk återblick på föregående resor längs gamla verldens nordkust / A Vega útja Ázsia és Európa körül, történelmi visszatekintéssel a korábban az Óvilág északi partvidéken megtett utakra, I–II. köt., Stockholm, 1880–1881

### Magyarul
- Ázsia és Európa körülhajózása a Vegán; átdolg. Varga Ottó; Franklin, Bp., 1883 (Utazások Könyvtára)